# Roue à carillons
 (septembre 2010).
 (septembre 2010).
Si vous disposez d'ouvrages ou d'articles de référence ou si vous connaissez des sites web de qualité traitant du thème abordé ici, merci de compléter l'article en donnant les références utiles à sa vérifiabilité et en les liant à la section « Notes et références ».

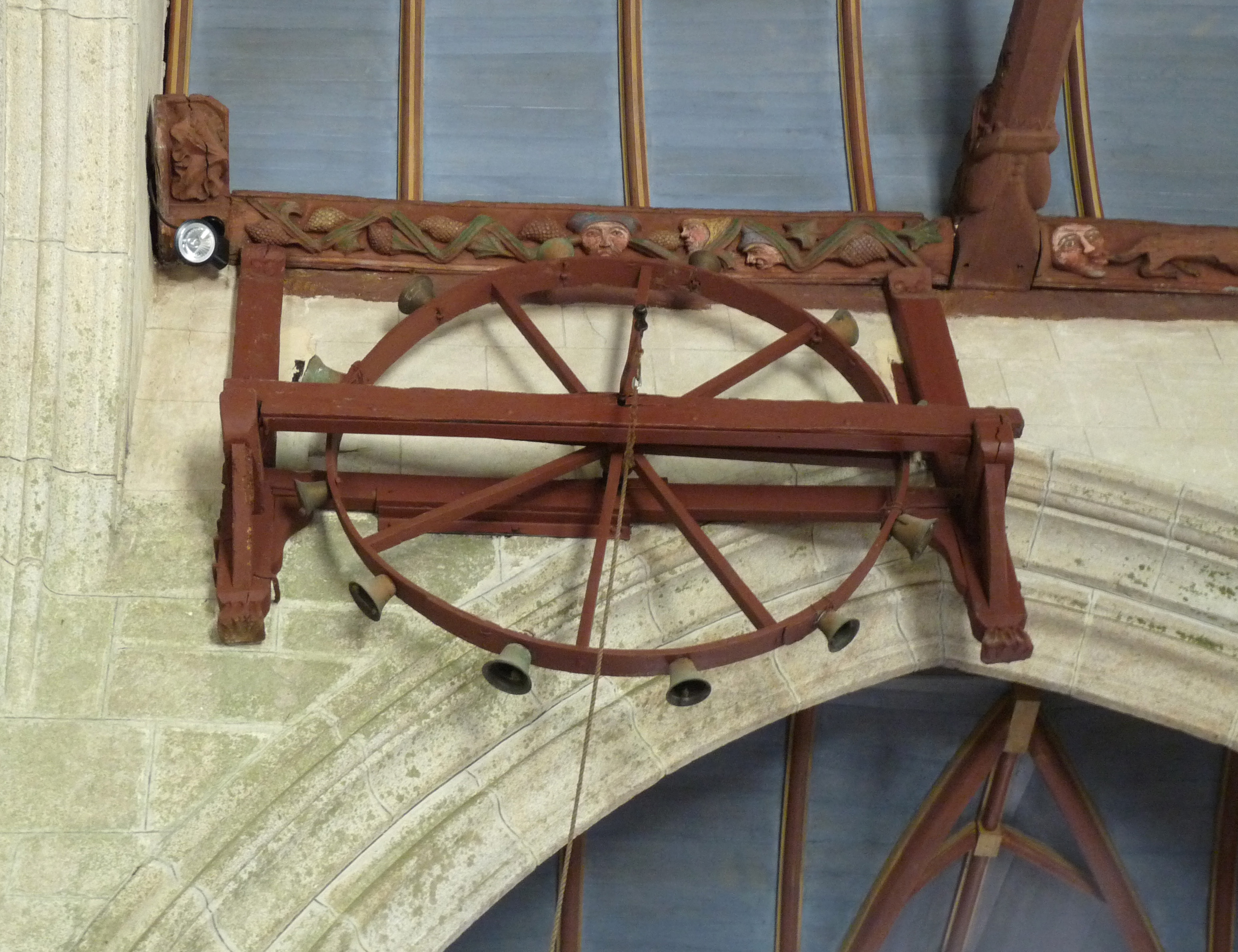
La roue à carillon de Notre Dame de Confort (Confort-Meilars, Finistère)

La roue à carillons — appelée aussi rouet liturgique, roue de guérison, roue de fortune ou roue de gloire — est un instrument de musique de percussion, de type idiophone, généralement constitué d'une douzaine de cloches produisant autant de notes différentes.

## Utilisation
Les roues à carillon étaient naguère utilisées dans les moments de joie : baptêmes, mariages et pardons. Elles étaient aussi liées à des pratiques plus superstitieuses concernant la maladie — après avoir prononcé un vœu pour obtenir une guérison, les fidèles venaient actionner la roue.

## La roue à carillons aujourd'hui
Ces roues, très fréquentes au Moyen Âge, en France et en Europe, deviennent de plus en plus rares. En Bretagne, il est possible de retrouver la trace d’une quinzaine de roues. D'après Hervé du Halgouët (Revue de Bretagne de 1909) il y en eut à Pouldavid (église Saint-Jacques), à Landrevarzec (chapelle de Quilinen), à la Forêt-Fouesnant, à Saint-Herbot en Plonevez-du-Faou,  à Quemperven, à la chapelle Notre-Dame-de-Confort en Berhet, à Saint-Tugdual de Bulat, à Ploemel (chapelle Saint-Laurent), à Quéven (chapelle de la Trinité), à Saint-Thégonnec, à Saint-Derrien et dans la chapelle de Trévarn en Saint-Urbain. 
À cette liste, il faut ajouter les sept roues toujours en état de marche que l’on peut admirer en Bretagne à :

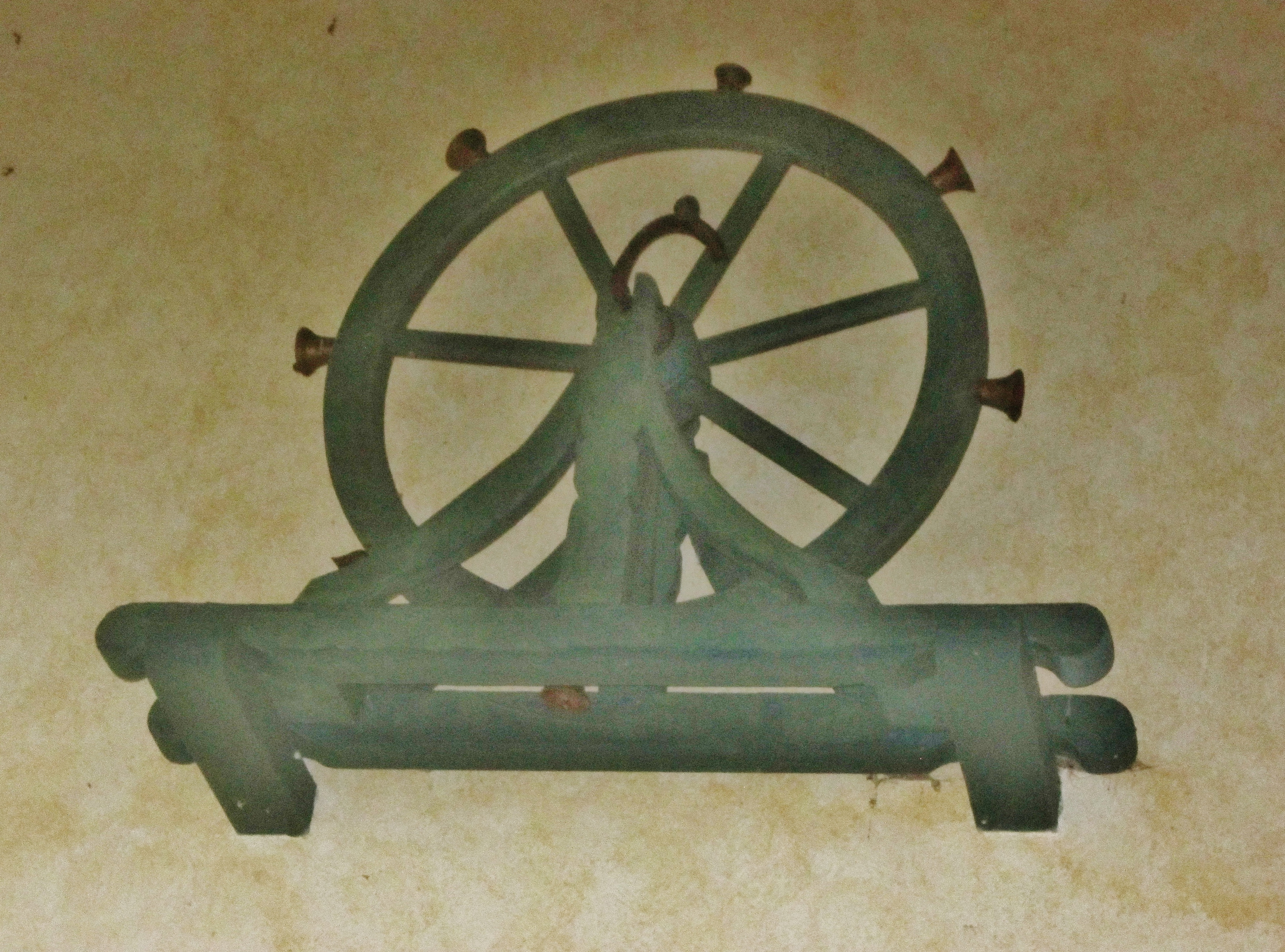
Chapelle Saint-Nicolas de Priziac : la roue à carillons.

- Locarn dans les Côtes-d’Armor (en bois, bronze et fonte, d’un diamètre de 1,10 m)
- Confort-Meilars dans le Finistère (d'un diamètre de 1,75 m, la seule connue en Finistère : elle possède douze clochettes de notes différentes, du Do au Do supérieur).
- Chapelle Saint-Nicolas à Priziac dans le Morbihan[1].
- Magoar (Côtes d’Armor) : la roue est en bois et en laiton ; son diamètre est de 80 cm. Elle est classée depuis le 6 décembre 1984.
- Kerien (Côtes d’Armor) : en bois, en bronze et en laiton, c’est la plus petite roue conservée en Bretagne.
- Saint-Nicolas-du-Pélem (chapelle de Notre-Dame du Ruellou) : en bois polychrome à douze rayons, c’est la seule qui soit ornée et coloriée. Autrefois la jante portait douze clochettes alternativement bleues, grises ou jaunes. Le support, orné aux extrémités de têtes de chiens sculptées, qui permet de la fixer au mur, est surmonté de deux têtes humaines.
- Laniscat : à l'origine, elle possédait vingt-quatre clochettes. La roue est placée en hauteur à gauche de la nef, au-dessus de la chaire. D'un diamètre de 1 mètre, elle comporte douze rayons. Son moyeu traverse le mur et à l’arrière, il y a été fixé une manivelle qui, à l’aide d’une longue cordelette, permet d’actionner l’ensemble.

Dans la commune de Bellevaux est visible l'une des seules roues à carillons présente en région Rhône-Alpes (elle possède huit clochettes).
En Saône-et-Loire, dans l'église Sainte-Jeanne-de-Chantal de Montholon, est également visible une telle roue à carillons (qui a conservé treize clochettes).